# André Néron
André Néron (La Clayette, 30 de novembro de 1922 — Paris, 6 de abril de 1985) foi um matemático francês.
Foi professor da Universidade de Poitiers, trabalhando nas áreas de curvas elípticas e variedade abeliana. Formulou o modelo de Néron de uma curva elíptica ou variedade abeliana, o diferencial de Néron, o grupo de Néron–Severi, o critério de Néron–Ogg–Shafarevich e a altura de Néron–Tate de pontos racionais sobre uma variedade abeliana, e classificou as possíveis fibras de uma fibração elíptica.
Apresentou palestras convidadas no Congresso Internacional de Matemáticos de 1954 e 1966. Em 1983 a Académie des Sciences concedeu-lhe a Medalha Émile Picard.
Morreu vitimado por câncer em 1985.

## Publicações
- Néron, André (1952), «Problèmes arithmétiques et géométriques rattachés à la notion de rang d'une courbe algébrique dans un corps», Bulletin de la Société Mathématique de France, ISSN 0037-9484, 80: 101–166, MR 0056951
- Néron, André (1956), «Propriétés arithmétiques de certaines familles de courbes algébriques», Proceedings of the International Congress of Mathematicians, 1954, Amsterdam, vol. III, Erven P. Noordhoff N.V., Groningen, pp. 481–488, MR 0087210, consultado em 18 de outubro de 2012, cópia arquivada em |arquivourl= requer |arquivodata= (ajuda) 🔗
- Néron, André (1964), «Modèles minimaux des variétés abéliennes sur les corps locaux et globaux», Publications Mathématiques de l'IHÉS, ISSN 1618-1913, 21: 5–128, MR 0179172, doi:10.1007/BF02684271
- Néron, André (1968), «Degré d'intersection en géométrie diophantienne», Proceedings of International Congress of Mathematicians  (Moscow, 1966), Izdat. Mir, Moscow, pp. 485–495, MR 0240097, consultado em 18 de outubro de 2012, cópia arquivada em |arquivourl= requer |arquivodata= (ajuda) 🔗